# Ťiang Čeng-chua
Ťiang Čeng-chua (čínsky pchin-jinem Jiǎng Zhènghuá, znaky zjednodušené 蒋正华; * říjen 1937) je bývalý čínský demograf a politik, studoval a pak působil na Dopravní univerzitě v Si-anu. Od konce 80. let postoupil do vysokých politických funkcí jako místopředseda Státní komise pro plánování rodiny (1991–1999); člen stálého výboru celostátního výboru Čínského lidového politického poradního shromáždění (1993–1998); místopředseda (1992–1997) a předseda (1997–2007) ústředního výboru Demokratické strany čínských rolníků a dělníků, jedné z menších politických stran Čínské lidové republiky a místopředseda stálého výboru Všečínského shromáždění lidových zástupců (1998–2008).

## Život
Ťiang Čeng-chua se narodil v říjnu 1937 v okrese Fu-jang v provincii Če-ťiang. Od roku 1954 studoval elektrotechniku na Dopravní univerzitě v Šanghaji, vzápětí přešel na Dopravní univerzitu v Si-anu. Po ukončení studia roku 1958 zůstal na univerzitě jako vyučující; stal se docentem, lektorem a zástupcem ředitele katedry automatického řízení a Ústavu systémového inženýrství. V letech 1980–1982 absolvoval postgraduální studium na Mezinárodním institutu populačních věd v indické Bombaji. Po návratu do Číny pokračoval v práci v Ústavu systémového inženýrství a po roce 1984 působil jako profesor a zástupce ředitele Centra populačního výzkumu Ústavu systémového inženýrství a ředitel Ústavu populace a ekonomie.
Roku 1988 byl zvolen členem celostátního výboru Čínského lidového politického poradního shromáždění a v letech 1993–1998 byl členem stálého výboru celostátního výboru shromáždění. Už předtím, říjnu 1991, byl jmenován místopředsedou Státní komise pro plánování rodiny (do roku 1999). Roku 1992 vstoupil do Demokratické strany čínských rolníků a dělníků, v prosinci téhož roku byl zvolen místopředsedou jejího ústředního výboru a v listopadu 1997 povýšil na předsedu ústředního výboru; předsedou strany zůstal dvě funkční období, do prosince 2007. Současně byl březnu 1998 zvolen místopředsedou stálého výboru Všečínského shromáždění lidových zástupců, i místopředsedou shromáždění zůstal dvě funkční období, do března 2008.